# Ironman d'Hawaï 1981
Navigation
Édition précédente Édition suivante
L'Ironman d'Hawaï 1981 se déroule le 16 février 1981 à Kailua-Kona dans l'État d'Hawaï. Il est le premier organisé par la Hawaï Triathlon Corporation fondée par Valérie Silk, qui déplace le site des plages de Waikiki à Kailua-Kona sur la Big Island.

## Résultats

### Hommes
| Pos.     | Temps            | Nom               | Pays       | Détail temps    | Détail temps | Détail temps    | Détail temps | Détail temps    |
| Pos.     | Temps            | Nom               | Pays       | Natation        | T1           | Cyclisme        | T2           | Course à pied   |
| -------- | ---------------- | ----------------- | ---------- | --------------- | ------------ | --------------- | ------------ | --------------- |
|          | 09 h 38 min 29 s | John Howard       | États-Unis | 1 h 11 min 12 s | 0 min 00 s   | 5 h 03 min 29 s | 0 min 00 s   | 3 h 23 min 48 s |
|          | 10 h 04 min 38 s | Tom Warren        | États-Unis | 59 min 40 s     | 0 min 00 s   | 5 h 37 min 09 s | 0 min 00 s   | 3 h 27 min 49 s |
|          | 10 h 12 min 47 s | Scott Tinley      | États-Unis | 1 h 05 min 34 s | 0 min 00 s   | 5 h 47 min 52 s | 0 min 00 s   | 3 h 19 min 21 s |
| 4        | 10 h 23 min 40 s | Thomas Boughey    | États-Unis | 56 min 26 s     | 0 min 00 s   | 5 h 57 min 00 s | 0 min 00 s   | 3 h 30 min 14 s |
| 5        | 10 h 26 min 43 s | Dennis Hansen     | États-Unis | 1 h 03 min 48 s | 0 min 00 s   | 6 h 01 min 45 s | 0 min 00 s   | 3 h 21 min 10 s |
| 6        | 10 h 29 min 02 s | Dante Dettamanti  | États-Unis | 1 h 01 min 09 s | 0 min 00 s   | 5 h 36 min 15 s | 0 min 00 s   | 3 h 41 min 38 s |
| 7        | 10 h 31 min 26 s | James Butterfield | États-Unis | 1 h 27 min 48 s | 0 min 00 s   | 5 h 58 min 30 s | 0 min 00 s   | 3 h 05 min 08 s |
| 8        | 10 h 33 min 52 s | Gary Hooker       | États-Unis | 1 h 22 min 12 s | 0 min 00 s   | 6 h 04 min 59 s | 0 min 00 s   | 3 h 07 min 41 s |
| 9        | 10 h 34 min 11 s | Jonathan Durst    | États-Unis | 58 min 07 s     | 0 min 00 s   | 5 h 33 min 47 s | 0 min 00 s   | 4 h 02 min 17 s |
| 10       | 10 h 38 min 15 s | Conrad Kress      | États-Unis | 1 h 02 min 26 s | 0 min 00 s   | 5 h 49 min 40 s | 0 min 00 s   | 3 h 46 min 09 s |
| Source : |                  |                   |            |                 |              |                 |              |                 |

### Femmes
| Pos.     | Temps            | Nom           | Pays       | Détail temps    | Détail temps | Détail temps    | Détail temps | Détail temps    |
| Pos.     | Temps            | Nom           | Pays       | Natation        | T1           | Cyclisme        | T2           | Course à pied   |
| -------- | ---------------- | ------------- | ---------- | --------------- | ------------ | --------------- | ------------ | --------------- |
|          | 12 h 00 min 32 s | Linda Sweeney | États-Unis | 1 h 02 min 07 s | 0 min 00 s   | 6 h 53 min 28 s | 0 min 00 s   | 4 h 04 min 57 s |
|          | 12 h 37 min 25 s | Sally Edwards | États-Unis | 1 h 28 min 30 s | 0 min 00 s   | 6 h 58 min 36 s | 0 min 00 s   | 4 h 10 min 19 s |
|          | 12 h 42 min 15 s | Lyn Brooks    | États-Unis | 1 h 20 min 07 s | 0 min 00 s   | 7 h 13 min 11 s | 0 min 00 s   | 4 h 08 min 57 s |
| 4        | 13 h 00 min 51 s | Cynthia Marks | États-Unis | 1 h 11 min 07 s | 0 min 00 s   | 7 h 33 min 02 s | 0 min 00 s   | 4 h 16 min 42 s |
| 5        | 13 h 25 min 02 s | Lynn Cranmer  | États-Unis | 1 h 23 min 15 s | 0 min 00 s   | 7 h 03 min 45 s | 0 min 00 s   | 4 h 58 min 02 s |
| 6        | 13 h 33 min 29 s | Kika Walker   | États-Unis | 1 h 08 min 17 s | 0 min 00 s   | 7 h 21 min 47 s | 0 min 00 s   | 5 h 03 min 25 s |
| 7        | 13 h 34 min 16 s | Nancy Kummen  | États-Unis | 1 h 51 min 17 s | 0 min 00 s   | 6 h 26 min 06 s | 0 min 00 s   | 5 h 16 min 43 s |
| 8        | 13 h 54 min 53 s | Robin Tain    | États-Unis | 1 h 21 min 02 s | 0 min 00 s   | 7 h 19 min 48 s | 0 min 00 s   | 5 h 14 min 03 s |
| 9        | 14 h 21 min 00 s | Georgia Gatch | États-Unis | 1 h 05 min 37 s | 0 min 00 s   | 7 h 23 min 36 s | 0 min 00 s   | 5 h 51 min 47 s |
| 10       | 14 h 24 min 15 s | Carol Laplant | États-Unis | 1 h 45 min 27 s | 0 min 00 s   | 7 h 43 min 49 s | 0 min 00 s   | 4 h 54 min 59 s |
| Source : |                  |               |            |                 |              |                 |              |                 |